# اشتباهات کلامی و گفتاری سید ابراهیم رئیسی
اشتباهات کلامی و گفتاری سید ابراهیم رئیسی، به عنوان هشتمین رئیس‌جمهور ایران و نایب‌رئیس اول مجلس خبرگان رهبری، در شبکه‌های اجتماعی دست به دست شده است. اشتباهات گفتاری او در حالی تکرار می‌شود که وب سایت شخصی رئیسی و بعضی از رسانه‌های نزدیک به حکومت ایران او را پیوسته با القاب «دکتر» و «آیت‌الله» و گاهی «آیت‌الله دکتر» خطاب می‌کنند.

## اشتباهات کلامی و گفتاری
ابراهیم رئیسی کلمات زیادی را در زمان تبلیغات انتخابات ریاست جمهوری و بعد از آن به غلط خوانده مانند لِکنت (لُکنت)، لوکوموتیر (لوکوموتیو)، گاماباتا (مگابایت)، پرپکانی (پروپاگاندا)، آنگوزمان (آمبودزمان)، مگاواماتاس (مگاوات) و شیخ طوطی (شیخ رمضان البوطی).
همچنین جملات نامفهوم او از زمان تبلیغات انتخاباتی و پس از آن نیز کم نیست. او در اول تیرماه ۱۴۰۰ در نخستین سخنرانی پس از پیروزی در انتخابات در جمع هواداران‌اش در مشهد گفت: «آنچه از واکسن‌هایی که تولید داخلی است ضرورت داشت تولید خارجی، سریع، فوری، انقلابی، مردم احساس آرامش کنند.» او پیش از سفر به تاجیکستان برای شرکت در اجلاس شانگهای گفت: «آسیا، از خزائن مهم فرهنگ و تمدن بشری است و جایگاهی است که مدنیت منطقه آسیا در جای‌جای این منطقه قابل بحث و مذاکره است.» وی در همین اجلاس از روی متنی که می‌خواند نیز اشتباه داشت و در بخشی از سخنانش دربارهٔ اهمیت آسیا گفت: «ترکیب دو ابتکار اوراسیایی و جاده… کمربند… می‌تواند تحقق عینی بخشی از این رویکرد باشد.»
رئیسی در مراسم «تجدید میثاق مسئولان عالی قضایی با آرمان‌های امام» که در تیرماه ۱۴۰۰ در مقبره خمینی برگزار شد، گفت: «آنچه امام فرمود و آنچه امروز از حلقوم رهبری بیرون می‌آید دقیقاً خواست مردم است.» او پیش‌تر در ۱۷ بهمن ۱۳۹۴ گفته بود: «آنچه در جماران از حلقوم امام می‌شنیدیم، امروز همان سخنان را از حلقوم رهبر معظم انقلاب می‌شنویم.»
او در سفر به استان اردبیل در اول آبان‌ماه ۱۴۰۰، در بیان مفاخر این استان از دو فرد نام برد که در واقع یک نفر بودند و گفته بود «اردبیل مفاخر بسیاری دارد، ما در زمان خود نه محقق اردبیلی را درک کردیم و نه مقدس اردبیلی را.» وی در جلسه شورای اداری همین استان نیز جمله نادرستی بیان کرد و گفت: «آقایونِ بانک‌ها، من هم به بانک‌های محترم استان می‌گم هم به سراسر کشور. به هیچ عنوان نباید هیچ بانکی که بانک می‌خواد تملک بکنه موجب تعطیلی بانک بشه.»

## واکنش‌ها
خبرگزاری فارس در دوم آبان‌ماه ۱۴۰۰ در واکنش به خطای رئیسی، با اشاره به القاب متفاوت مقدس اردبیلی، آن را بسیار طبیعی دانست و نوشت بنا نیست که او بدون خطا باشد. این وبگاه همچنین مانور حول اشتباهات گفتاری رئیسی را یکی از پرضرب‌ترین سوژه‌های رسانه‌ای برای جریان ضدانقلاب می‌داند. محمود احمدی بیغش عضو کمیسیون امنیت ملی مجلس در سه‌شنبه ۱۱ آبان‌ماه ۱۴۰۰، در نطق میان دستور از ضعف شدید در ادبیات گفتمانی رئیسی انتقاد کرد. وبگاه وقایع روز در یادداشتی سخنور بودن رئیس‌جمهور را یک الزام دانست و گفت رئیس‌جمهور باید سطحی از سخنوری داشته باشد.روزنامه دنیای اقتصاد در سوم آبان‌ماه ۱۴۰۰ در یادداشتی با عنوان پس لرزه اشتباهات لفظی ابراهیم رئیسی می‌نویسد اشتباهات رئیسی در سفر به تاجیکستان فاحش بود و ضرورت تمرین و حتی شبیه‌سازی اجلاس و تجزیه و تحلیل آنها را یادآوری می‌کند.
«سریع، فوری، انقلابی» از جمله واژه‌هایی است که ابراهیم رئیسی در زمان تبلیغات انتخاباتی و پس از آن زیاد بکار می‌برد. طرفدارانش در حمایت از او، چنین هشتگی را به راه انداختند و در فضای مجازی نیز شماری از کاربران این کلمات را گاهی دستمایه طنز و دست‌انداختن می‌کنند.
در گزارش میدانی که به کوشش خبرآنلاین و انصاف نیوز صورت گرفت مردم به این جملهٔ ابراهیم رئیسی در آغاز به کار دولت سیزدهم واکنش نشان دادند. اکثریت مردم این کلام را یک شعار خنده دار و پوچ توصیف نمودند.